# Cazères
 Cazères  es una población y comuna francesa, en la región de Occitania, departamento de Alto Garona, en el distrito de Muret. Es el chef-lieu del cantón de Cazères.

## Demografía
| 3050 | 3405 | 3419 | 3294 | 3155 | 3260 |
| Para los censos de 1962 a 1999 la población legal corresponde a la población sin duplicidades (Fuente: INSEE [Consultar]) |      |      |      |      |      |